# Wilhelm Rust
Wilhelm Rust (Dessau, 15 d'agost de 1822 - Leipzig, 2 de maig de 1892) fou un organista, musicòleg i compositor alemany del Romanticisme. Va ser professor de Leoš Janáček.
El 1891 fou nomenat organista de l'església de Sant Lluc de Berlín, passant l'any següent a dirigir la Societat Bach; el 1864 aconseguí el càrrec de reial director de música. Doctorat en filosofia el 1868, ocupà al cap de poc temps la càtedra de teoria i composició en el Conservatori Stern i el 1878 els seus mèrits rellevants el portaren a la famosa Thomas Schule, de Leipzig, on a més de la seva important obra docent, va compondre moltes obres del gènere religiós i assumí la tasca de treure a la llum el que constituïa la més alta expressió del talent del seu besoncle Friedrich Wilhelm Rust, o sigui les seves Sonates per a clavecí o piano. També s'ocupà en reeditar les obres de Johann Sebastian Bach, per encàrrec de la Bach Gesellschaft. En morir l'any 1892 fou succeït en el càrrec de cantor de la Thomas Schule, per Gustav Schreck.